# Festival van San Remo 1966
Het Festival van San Remo 1966 was de zestiende editie van de liedjeswedstrijd. Domenico Modugno werd verkozen om naar het Eurovisiesongfestival 1966 te gaan, waar hij laatste werd. Het was de, voorlopig, laatste keer dat de winnaar naar het Songfestival zou gaan.

## Finale
1. Dio come ti amo (Domenico Modugno) Domenico Modugno – Gigliola Cinquetti
2. Nessuno mi può giudicare (Daniele Pace, Mario Panzeri, Luciano Beretta e Miki Del Prete) Caterina Caselli – Gene Pitney
3. In un fiore (Carlo Donida-Mogol) Wilma Goich – Les Surfs
4. Una casa in cima al mondo (Pino Donaggio e Vito Pallavicini) Pino Donaggio – Claudio Villa
5. Una rosa da Vienna (Guarnieri-Lauzi) Anna Identici – New Christy Minstrels
6. Io ti darò di più (Remigi-Testa) Orietta Berti – Ornella Vanoni
7. Mai mai mai Valentina (Giancarlo Colonnello-Testa) Giorgio Gaber – Pat Boone
8. Adesso sì (Mogol e Lucio Battisti) Sergio Endrigo – Chad and Jeremy
9. Nessuno di voi (Kramer-Pallavicini) Milva – Richard Anthony
10. Se tu non fossi qui (Carlo Alberto Rossi-Marisa Terzi) Peppino Gagliardi – Pat Boone
11. Così come viene (Leoni-Pallavicini) Remo Germani – Les Surfs
12. La notte dell'addio (Diviero-Testa) Iva Zanicchi – Vic Dana
13. A la buena de Dios (Malgoni-Pallesi) Ribelli – New Christy Minstrels
14. Parlami di te (Vianello-Pallavicini) Edoardo Vianello – Françoise Hardy

## Halvefinalisten
- Dipendesse da me (Pattaccini-Pallavicini) Luciana Turina – Gino
- Il ragazzo Gino della via Gluck (Adriano Celentano e Luciano Beretta) Adriano Celentano – Trio del Clan
- Io non posso crederti (Marchetti-Sanjust) Franco Tozzi – Bobby Vinton
- Io ti amo (Fallabrino-Maggi) Anna Marchetti – Plinio Maggi
- La carta vincente (Gino Paoli) Gino Paoli – Ricardo
- Lei mi aspetta (Baldan Bembo-Pallavicini) Nicola di Bari – Gene Pitney
- Pafff... bum (Reverberi-Bardotti) Lucio Dalla – The Yardbirds
- Per questo voglio te (De Ponti-Mogol) Giuseppe di Stefano – P.J. Proby
- Quando vado sulla riva (Maresca-Pagano) Luciano Tomei – Los Paraguayos
- Questa volta (Satti-Mogol) Bobby Solo – The Yardbirds
- Se questo ballo non finisse mai (Mescoli-Pallavicini) John Foster – Paola Bertoni
- Un giorno tu mi cercherai (Campanino-Pantros) Equipe 84 – The Renegades

1951 · 1952 · 1953 · 1954 · 1955 · 1956 · 1957 · 1958 · 1959 · 1960 · 1961 · 1962 · 1963 · 1964 · 1965 · 1966 · 1967 · 1968 · 1969 · 1970 · 1971 · 1972 · 1973 · 1974 · 1975 · 1976 · 1977 · 1978 · 1979 · 1980 · 1981 · 1982 · 1983 · 1984 · 1985 · 1986 · 1987 · 1988 · 1989 · 1990 · 1991 · 1992 · 1993 · 1994 · 1995 · 1996 · 1997 · 1998 · 1999 · 2000 · 2001 · 2002 · 2003 · 2004 · 2005 · 2006 · 2007 · 2008 · 2009 · 2010 · 2011 · 2012 · 2013 · 2014 · 2015 · 2016 · 2017 · 2018 · 2019 · 2020 · 2021 · 2022 · 2023 · 2024 · 2025